# Apetaenus watsoni
Apetaenus watsoni är en tvåvingeart som beskrevs av Hardy 1962. Apetaenus watsoni ingår i släktet Apetaenus och familjen Canacidae. Inga underarter finns listade i Catalogue of Life.